# Charles Weiss
Pierre-Charles Weiss (Besançon, 1779-Besançon, 1866) fue un historiador, biógrafo, escritor y bibliógrafo francés.

## Biografía
Nacido el 15 de enero de 1779 en Besançon, fue amigo de infancia de Charles Nodier. En 1812 fue nombrado bibliotecario de Besançon. Falleció el 13 de febrero de 1866 en su ciudad natal. Escribió numerosos artículos de la Biographie universelle de Michaud.